# نظام التقارير والمعطيات عن تصوير الثدي

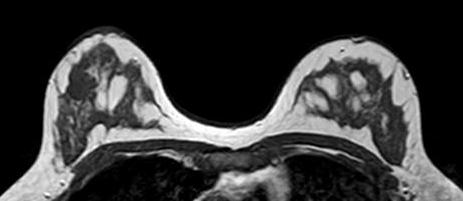
هذه صورة لتقرير عن صورة الثدي خبيث بنسبة 95٪؜

نظام التقارير والمعطيات عن تصوير الثدي هو طريقة لتسجيل المعلومات المتعلقة بتصوير الثدي وإبلاغها للنساء اللاتي أجريت لهن عملية التصوير.
يعين مختص الأشعة بعد معاينة صورة الثدي درجة من الدرجات التالية:
0 - ناقص (التصوير غير كامل أو واضح)
1 - سلبي (لا علامة)
2 - حميد
3 - حميد على الأرجح
4 - مشكوك فيه
5 - خبيث على الأرجح: معناه أن يحتمل أن يكون خبيثا بنسبة 95% لكن نسبة العلاج تفوق 85%
6 - خبيث